# António dos Santos Marto
António Augusto dos Santos Marto (Tronco, Portugal, 5 de mayo de 1947) es un cardenal católico portugués. Actualmente, obispo emérito de Leiria-Fátima.

## Biografía

### Formación
Nació en la localidad portuguesa de Tronco, siendo sus padres Serafim Augusto Marto y Maria da Purificação Correia dos Santos. Estudió Humanidades y Teología en el Seminario de Vila Real y en el Seminario Mayor de Oporto. 
Realizó los estudios en Teología Sistemática, obteniendo su doctorado en 1977, por la Pontificia Universidad Gregoriana. Su tesis se titulaba: "Esperança cristã e futuro do homem. Doutrina escatológica do Concílio Vaticano II", ("Esperanza cristiana y futuro del hombre. Doctrina escatológica del Concilio Vaticano II").

### Sacerdocio
Fue ordenado sacerdote en Roma el 7 de noviembre de 1971.
En 1977 regresa a Portugal, donde ejerce como docente en el Seminario Mayor de Oporto y enseña en el Instituto de Ciencias Humanas y Teológicas-Oporto; en el Centro de Cultura católica de Oporto; en la facultad de Teología de la Universidad Católica Portuguesa (UCP) y en la Facultad de Derecho de dicha universidad. Ejerció como director adjunto en la Facultad de Teología de la UCP del Núcleo Regional de Oporto. También ha sido socio de la Sociedad Científica de la UCP y de la Asociación Europea de Teólogos Católicos. Colaboró con las revistas “Humanística e Teológica”, “Communio” y “Theologica”.
En el ámbito pastoral, fue colaborador en la parroquia de Nuestra Señora de la Concepción (Oporto) y en la parroquia del Buen Jesús de Matosinhos. Trabajó con el Movimento de Estudantes Católicos (MCE) y con la Liga Operária Católica (LOC). También trabajó en la catequesis de adultos de la Diócesis de Oporto y publicó un libro en dos volúmenes sobre dicho tema con el entonces obispo auxiliar de Oporto, Manuel Pelino Domingues: “Catequese par ao Povo de Deus” ("Catequesis para el Pueblo de Dios").

## Episcopado

### Obispo auxiliar de Braga
Fue nombrado obispo auxiliar de Braga y titular de Bladia por el papa san Juan Pablo II el 10 de noviembre de 2000. Fue ordenado obispo en la iglesia de Nuestra Señora de la Concepción (Vila Real), siendo el celebrante principal Joaquim Gonçalves, obispo de Vila Real. Concelebraron el arzobispo de Braga, Jorge Ortiga, y Gilberto Reis, obispo de Santarém.

### Obispo de Viseu
El 22 de abril de 2004 fue nombrado obispo de Viseu por san Juan Pablo II, sucediendo a António Ramos Monteiro. La toma de posesión oficial fue el 20 de junio de ese año. Fue presidente de la Comisión Episcopal para el ecumenismo y la doctrina de la fe. Fue uno de los dos obispos de Portugal que estuvieron presente en el Sínodo de los Obispo de 2005.

### Obispo de Leiria-Fátima
El 22 de abril de 2006, el mismo día que cumplía dos años en la diócesis de Viseu, fue nombrado obispo de Leiria-Fátima, tomando posesión el 25 de junio de 2006. El 11 de mayo de 2010 recibió la Gran Cruz de la Orden Militar de Cristo. Ese mismo año, en el marco de la visita de Benedicto XVI a Portugal, recibió a éste en el Santuario de Fátima.
Es miembro de la Conferencia Permanente de la Conferencia Episcopal Portuguesa y delegado de ésta en la Conferencia Episcopal de la Comunidad Europea (COMECE).
También recibió al papa Francisco el 13 de mayo de 2017, en el marco de una visita que el pontífice hacía al santuario en ocasión del centenario de las apariciones de Fátima y la canonización de Jacinta y Francisco Marto.

## Cardenalato
El 20 de mayo de 2018, el papa Francisco, al concluir el rezo del Regina Coeli en la Plaza de San Pedro, anunció un nuevo consistorio para la creación de 14 nuevos cardenales el 28 de junio de 2018, escogiendo a Marto. De esta manera, en ese momento Portugal contó con cuatro cardenales, dos de ellos electores.
El 15 de febrero de 2023 fue nombrado miembro del Dicasterio de las Causas de los Santos.
El 24 de enero de 2023 fue confirmado como miembro del Dicasterio de las Causas de los Santos usque ad octogesimum annum aetatis. Cardenal Marto fue uno de los 133 Cardenales electores del Cónclave de 2025.

## Condecoraciones
- Gran cruz de la Orden Militar de Cristo de Portugal.